# Andrija Pavlović
Andrija Pavlović (Belgrado, 16 de noviembre de 1993) es un futbolista serbio que juega de delantero en el Partizán de Belgrado de la Superliga de Serbia. Es internacional con la selección de fútbol de Serbia.

## Carrera internacional
Fue internacional sub-20, sub-21 y sub-23 con la selección de fútbol de Serbia, antes de convertirse en internacional absoluto con Serbia en 2016, con la que debutó en un amistoso frente a la selección de fútbol de Chipre.

## Clubes
| Club                      | País      | Año       |
| ------------------------- | --------- | --------- |
| F. K. Rad                 | Serbia    | 2011-2013 |
| F. K. Palić (cedido)      | Serbia    | 2011-2012 |
| F. K. BASK (cedido)       | Serbia    | 2012      |
| F. K. Čukarički           | Serbia    | 2014-2016 |
| F. C. Copenhague          | Dinamarca | 2016-2018 |
| Rapid de Viena            | Austria   | 2018-2020 |
| APOEL de Nicosia (cedido) | Chipre    | 2019-2020 |
| Brøndby IF                | Dinamarca | 2020-2022 |
| Partizán de Belgrado      | Serbia    | 2022-     |

## Palmarés

### Títulos nacionales
| Título                 | Club             | País      | Año  |
| ---------------------- | ---------------- | --------- | ---- |
| Copa de Serbia         | F. K. Čukarički  | Serbia    | 2015 |
| Superliga de Dinamarca | F. C. Copenhague | Dinamarca | 2017 |
| Copa de Dinamarca      | F. C. Copenhague | Dinamarca | 2017 |
| Superliga de Dinamarca | Brøndby IF       | Dinamarca | 2021 |